# Coelura transversata
Coelura transversata är en fjärilsart som beskrevs av W. Warren 1897. Coelura transversata ingår i släktet Coelura och familjen Uraniidae. Inga underarter finns listade i Catalogue of Life.